# Ágost württembergi herceg
Ágost württembergi herceg (németül: Prinz August von Württemberg, teljes nevén Friedrich August Eberhard; Stuttgart, 1813. január 24. – Zehdenick, 1885. január 12.) württembergi herceg, a Porosz Királyi Hadsereg tisztje.

## Élete
Ágost Frigyes herceg 1813 januárjában született Stuttgartban Pál württembergi királyi herceg (1785–1852) és Sarolta Katalin szász–hildburghauseni hercegnő (1787–1847) ötödik, utolsó gyermekeként, egyben harmadik fiaként. Édesapja 1815-ben elhagyta Sarolta Katalin hercegnőt, és Párizsba költözött. Pál királyi herceg magával vitte leányait is, ily módon szakítva el a testvéreket egymástól.
Ágost herceget a kezdetektől fogva katonai pályára szánták. Oktatása befejeztével, tizenhat évesen lépett be a Württembergi Királyi Hadseregbe, ahol lovas kapitányként egy lovagsági ezredet vezényelt. 1831 áprilisában engedélyt kért és kapott nagybátyjától, I. Vilmos württembergi királytól arra, hogy elhagyván a württembergi sereget a Porosz Királyi Haderők kötelékeibe lépjen. A „Garde du Corps” regimenthez került; egy éven belül őrnagyi rangra emelkedett. 1836-tól alezredesként, 1838-tól ezredesként szolgált; 1840-ben már az egyik őrezred parancsnokává nevezték ki. 1844-ben dandártábornoki tisztje mellé az első lovassági testőrbrigád vezetői posztját osztották rá, 1850-ben altábornaggyá léptették elő. Egy 1854–1856 közötti rövid szünettől eltekintve Ágost herceg a 7. magdeburgi lovassági ezrednél teljesített szolgálatot. 1857 szeptemberében a III. Hadtest parancsnoki tisztjét szerezte meg, de alig egy éven belül, 1858. június 3-án az egész testőrség vezetését bízták rá; ezt a feladatot közel tíz éven keresztül látta el.
Az 1866-os porosz–osztrák–olasz háború során a herceget Frigyes Vilmos porosz trónörökös alá osztották be az egyik lovas ezred élére, mely győzelmet aratott a burkersdorfi csatában. A königgrätzi csata során szárnysegédje, Ferdinand von Dannenberg segítségével a herceg döntő fontosságú hadmozdulatokban vett részt, ezért I. Vilmos porosz király a „Pour le Mérite” katonai érdemrenddel tüntette ki, és a 10. poznańi ulánus ezred parancsnokává tette meg. A porosz–francia háborúban a herceg ezrede is érintve volt a gravelotte-i csatában. Az összecsapás során az Ágost herceg által irányított haderők jelentős veszteségeket szenvedtek, melyekről a hadseregnél úgy vélekedtek, hogy elkerülhetőek lettek volna. A háború vége után a porosz uralkodó a „Pour le Mérite” arany rendfokozatát és a Vaskereszt mindkét osztályát adta Auguszt Frigyesnek. A herceg továbbra is a lovas testőrség tagja volt, 1873. szeptember 2-án tábornagyi rangra emelkedett. 1878 júniusában az elhunyt Friedrich von Wrangel gróf örökébe lépett a főparancsnoki poszton, négy éven át viselte e címet. 1882. augusztus 24-én Auguszt herceg kérvényezte visszavonulását, ezt a „Fekete Sas Rend” kitüntetésének átadása kíséretében engedélyezték számára.
A württembergi királyi család tagjaként Ágost hercegnek jogában állt részt vennie a württembergi parlament felső táblás gyűlésein részt venni. Katonai kötelezettségei miatt a herceg soha nem élt ezzel a jogával; képviselőjeként rendszerint Andreas von Renner jelent meg a gyűléseken.
Ágost herceg 1865 körül lépett morganatikus házasságra egy Marie Bethge (1830–1869) nevű német származású hölggyel, akitől egy leánya született:
- Helene von Wardenberg (1865. április 18. – 1938. szeptember 25.), nőül ment Dedo von Schneck német arisztokratához.

Marie Bethge 1868-ban a „Wardenberg úrnő” (Frau von Wardenberg) nemesi rangra emelkedett, melyet leánya is megkapott. Bethge 1869-ben bekövetkezett halála után Ágost Frigyes herceg nem nősült meg újból. A herceg 1885. január 12-én hunyt el egy vadászat során. Temetési szertartását Berlinben tartották, majd a ludwigsburgi családi mauzóleumban helyezték örök nyugalomra. A metzi erődöt emlékére keresztelték el Fort August von Württemberg névre.

## Fordítás
- Ez a szócikk részben vagy egészben az August von Württemberg című német Wikipédia-szócikk ezen változatának fordításán alapul.  Az eredeti cikk szerkesztőit annak laptörténete sorolja fel. Ez a jelzés csupán a megfogalmazás eredetét és a szerzői jogokat jelzi, nem szolgál a cikkben szereplő információk forrásmegjelöléseként.